# 8-as busz (Salgótarján)
A salgótarjáni 8-as busz a Helyi Autóbusz-állomás és a Szerpentin út között közlekedik mint hurokjárat. Menetideje 25 perc. A vonalon szóló autóbuszok közlekednek.

## Útvonala
| Helyi autóbusz-állomás felé: |
| --- |
| Helyi autóbusz-állomás – Rákóczi út – Pécskő út – Meredek utca – Damjanich János utca – Hargita körút – Hunyadi körút – Szerpentin út – Meredek utca – Pécskő út – Rákóczi út – Helyi autóbusz-állomás |

## Megállóhelyei
| 8 (Helyi autóbusz-állomás → Szerpentin út → Helyi autóbusz-állomás) |                              | |                                                                     |
| Perc (↓)                                                            | Megállóhely                  | Átszállási kapcsolatok | Fontosabb létesítmények                                             |
| 0                                                                   | Helyi autóbusz-állomás       | 1, 1U, 2A, 2T, 3, 3C, 4, 5, 6, 7, 7A, 7B, 7C, 9, 11, 11A, 11B, 13, 14, 19, 27A, 36, 46, 58, 63, 63S, 113                           | Salgótarján-külső Helyi autóbusz-állomás                            |
| 2                                                                   | Külső pályaudvar bejárati út | 1, 1U, 2A, 2T, 3C, 5, 6, 7, 7A, 7B, 7C, 11, 11A, 11B, 13, 14, 19, 27A, 36, 46, 58, 63, 63S, 113                                    | Salgótarján-külső                                                   |
| 4                                                                   | Tűzhelygyár alsó             | 1, 1U, 2A, 2T, 3C, 5, 6, 7, 7A, 7B, 7C, 11, 11A, 11B, 13, 14, 19, 27A, 36, 46, 58, 63, 63S, 113                                    | Tűzhelygyár                                                         |
| 5                                                                   | Tűzhelygyár                  | 1, 1U, 2A, 2T, 3C, 5, 6, 7, 7A, 7B, 7C, 11, 11A, 11B, 13, 14, 19, 27A, 36, 46, 58, 63, 63S, 113 1305, 3055, 3058, 3075, 3080, 3081 | Tűzhelygyár, Stromfeld Aurél Gépipari és Építőipari Szakközépiskola |
| 7                                                                   | Megyeháza                    | 1, 1U, 3C, 5, 6, 7, 7A, 7B, 7C, 11, 11A, 11B, 13, 14, 19, 27A, 36, 46, 58, 63, 63S, 113 1305, 3055, 3058, 3075, 3080, 3081         | Megyeháza                                                           |
| 8                                                                   | Bem út                       | 1, 3C, 5, 6, 7, 7A, 7B, 7C, 11, 11A, 11B, 13, 14, 19, 27A, 36, 46, 58, 63, 63S, 113                                                | Városháza, Dornyay Béla Múzeum, Apolló Mozi                         |
| 10                                                                  | Meredek út 5.                | 58 | Gagarin Általános Iskola                                            |
| 11                                                                  | Damjanich út 9.              | 58 |                                                                     |
| 12                                                                  | Hunyadi körút 3.             | 58 |                                                                     |
| 13                                                                  | Szerpentin út 52.            | 58 |                                                                     |
| 14                                                                  | Szerpentin út 42.            | 58 |                                                                     |
| 15                                                                  | Szerpentin út 32.            | 58 | Orvosi és fogorvosi ügyelet                                         |
| 16                                                                  | Szerpentin út 18.            | 58 |                                                                     |
| 17                                                                  | Szerpentin út 10.            | 58 |                                                                     |
| 18                                                                  | Meredek út 12.               | 58 |                                                                     |
| 19                                                                  | Meredek út 5.                | 58 | Gagarin Általános Iskola                                            |
| 21                                                                  | Megyeháza                    | 1, 1U, 3C, 5, 6, 7, 7A, 7B, 7C, 11, 11A, 11B, 13, 14, 19, 27A, 36, 46, 58, 63, 63S, 113 1305, 3055, 3058, 3075, 3080, 3081         | Megyeháza                                                           |
| 22                                                                  | Tűzhelygyár                  | 1, 1U, 2A, 2T, 3C, 5, 6, 7, 7A, 7B, 7C, 11, 11A, 11B, 13, 14, 19, 27A, 36, 46, 58, 63, 63S, 113 1305, 3055, 3058, 3075, 3080, 3081 | Tűzhelygyár, Stromfeld Aurél Gépipari és Építőipari Szakközépiskola |
| 23                                                                  | Tűzhelygyár alsó             | 1, 1U, 2A, 2T, 3C, 5, 6, 7, 7A, 7B, 7C, 11, 11A, 11B, 13, 14, 19, 27A, 36, 46, 58, 63, 63S, 113                                    | Tűzhelygyár                                                         |
| 24                                                                  | Külső pályaudvar bejárati út | 1, 1U, 2A, 2T, 3, 3C, 4, 5, 6, 7, 7A, 7B, 7C, 9, 11, 11A, 11B, 13, 14, 19, 27A, 36, 46, 58, 63, 63S, 113                           | Salgótarján-külső                                                   |
| 25                                                                  | Helyi autóbusz-állomás       | 1, 1U, 2A, 2T, 3, 3C, 4, 5, 6, 7, 7A, 7B, 7C, 9, 11, 11A, 11B, 13, 14, 19, 27A, 36, 46, 58, 63, 63S, 113                           | Salgótarján-külső Helyi autóbusz-állomás                            |

## Közlekedés
A 8-as jelzésű buszok munkanap kétszer 16:30-kor és 18:35-kor, hétvégén szintén kétszer, 14:10-kor 16:10-kor indul.

## Külső hivatkozások
- Valós idejű utastájékoztatás Archiválva 2018. augusztus 21-i dátummal a Wayback Machine-ben